# 大家族スペシャル
大家族スペシャル（だいかぞくスペシャル）は、民放各局で不定期放送されている大家族を題材としたドキュメンタリー形式の特別番組。

## 概要
日本テレビのドキュメンタリー番組『追跡』の一コーナーとして放送された「M家（一般人の名前、放送上では名前を公表して使用）の大家族スペシャル」がいわゆる「大家族モノ」企画の源流となっている。主に改編期や単発特別番組として放送される番組で、子供の数が多い家（最低でも5児以上）ならではの状況などを密着取材して放送する。
内容は映像とナレーションのみで、スタジオ収録などはあまり行われない。基本的に乳児から中学生くらいの子供がいる家庭が特集されることが多く、両親と子供たちの個性豊かなキャラクターや子供たちの成長、結婚や出産に伴う新たな家族の誕生、子だくさん家庭ならではの悲喜こもごもが番組の見所であり、これらが視聴者の強い支持を集めている。大家族家庭が一般人であることや、家庭環境の変化（子供たちが成長し結婚や就職で独立など）などから同一の家によるシリーズ化は少ないが、番組タイトルには「○○家〜」や「○男○女〜（子供の数と性別の内訳）」のフレーズが使用されることが多い。
現在、もっとも長くシリーズ化されて放送されているのは、1997年から日本テレビで放送されている「7男2女11人の大家族石田さんチ!」シリーズである。人気シリーズだった「M家の大家族スペシャル」が諸事情で終了してしまったために始まった番組であったが、ファンが多く高視聴率のため、子供が成長しきった2012年現在も1年に1～2回の最新作が放送されているお化けシリーズである。高視聴率番組だったため、長年ゲストを集めたスタジオ収録部分があったが、2015年までは廃止されていた。その後2016年1月3日放送の特番では久々にスタジオ収録が復活した。
また、大家族側がテレビ局の「やらせ」をたびたび暴露している。
なお「石田さんチ」シリーズは2012年を最後にしばらく放送されてなかったが、2014年3月27日に2年振りに放送。しかし長きにわたってナレーターを務めた内海賢二が、中断中の2013年6月13日に死去したため、この日の番組では内海の生前のナレーションと後任の中博史のナレーションで構成し、ラストは内海へのお悔やみのテロップが添えられた。